# 손소나테주

손소나테 주의 위치

손소나테주(스페인어: Sonsonate)는 엘살바도르 서부에 위치한 주로 주도는 손소나테이며 면적은 1,226km2, 인구는 463,739명(2013년 기준)이다. 16개 지방 자치체를 관할한다.